# ESO 280-SC06
ESO 280-SC06 är en klotformig stjärnhop i Vintergatan. Den upptäcktes år 2000 av S. Ortolani, E. Bica och B. Barbuy.